# Thileepan
 (juin 2022).
La mise en forme du texte ne suit pas les recommandations de Wikipédia : il faut le « wikifier ».
Les points d'amélioration suivants sont les cas les plus fréquents. Le détail des points à revoir est peut-être précisé sur la page de discussion.
- Les titres sont pré-formatés par le logiciel. Ils ne sont ni en capitales, ni en gras.
- Le texte ne doit pas être écrit en capitales (les noms de famille non plus), ni en gras, ni en italique, ni en « petit »…
- Le gras n'est utilisé que pour surligner le titre de l'article dans l'introduction, une seule fois.
- L'italique est rarement utilisé : mots en langue étrangère, titres d'œuvres, noms de bateaux, etc.
- Les citations ne sont pas en italique mais en corps de texte normal. Elles sont entourées par des guillemets français : « et ».
- Les listes à puces sont à éviter, des paragraphes rédigés étant largement préférés. Les tableaux sont à réserver à la présentation de données structurées (résultats, etc.).
- Les appels de note de bas de page (petits chiffres en exposant, introduits par l'outil «  Source ») sont à placer entre la fin de phrase et le point final[comme ça].
- Les liens internes (vers d'autres articles de Wikipédia) sont à choisir avec parcimonie. Créez des liens vers des articles approfondissant le sujet. Les termes génériques sans rapport avec le sujet sont à éviter, ainsi que les répétitions de liens vers un même terme.
- Les liens externes sont à placer uniquement dans une section « Liens externes », à la fin de l'article. Ces liens sont à choisir avec parcimonie suivant les règles définies. Si un lien sert de source à l'article, son insertion dans le texte est à faire par les notes de bas de page.
- La présentation des références doit suivre les conventions bibliographiques. Il est recommandé d'utiliser les modèles {{Ouvrage}}, {{Chapitre}}, {{Article}}, {{Lien web}} et/ou {{Bibliographie}}. Le mode d'édition visuel peut mettre en forme automatiquement les références.
- Insérer une infobox (cadre d'informations à droite) n'est pas obligatoire pour parachever la mise en page.

Pour une aide détaillée, merci de consulter Aide:Wikification.
Si vous pensez que ces points ont été résolus, vous pouvez retirer ce bandeau et améliorer la mise en forme d'un autre article.
Rasaiah Parthipan (en Tamil : இராசையா பார்த்திபன் ; 29 novembre 1963 - 26 septembre 1987) est un révolutionnaire tamoul du Tamil Eelam et membre des Tigres de libération de l'îlam Tamoul. Il est mort lors d'une grève de la faim en 1987 à l'âge de 23 ans,,,,.

## Biographie
Thileephan est né le 29 novembre 1963. Il vient de Urelu, une ville proche de Urumpirai au nord de Ceylan.
Son père était instituteur et il a 3 grands frères. Sa mère est morte lorsqu'il avait 3 mois. À la suite du décès de son père causé par le diabète, il a été élevé par ces frères. Il a fait ses études au Jaffna Hindu College et a ensuite poursuivie ses études à l'université de Jaffna,.

## LTTE
Parthipan a rejoins les Tigres de libération de l'îlam Tamoul après les évènements de juillet noir qui ont eu lieu en 1983. Il a reçu le nom de guerre Thileepan. Blessé au niveau de l'estomac en mai 1987 lors de l'opération Vadamarachchi (Opération libération en français), il deviendra ensuite le leader politique des LTTE pour la péninsule de Jaffna,.
A mesure que les hostilités dans le nord du Sri Lanka augmenté, les LTTE ont remis une lettre au haut commissaire indien le 13 septembre 1987 comportant 5 demandes : la remise en liberté de tous les prisonniers politiques enfermée en vertu de la loi sur la prévention du terrorisme, la cessation de la colonisation cingalaise des terres tamouls sous couvert de "réhabilitation" jusqu'à l'établissement d'un conseil administratif provisoire, l'arrêt de la construction de postes de police dans les provinces du Nord et de l'Est; le désarmement des homes Guards et le retrait de l'armée et de la police des écoles et des collèges,,.(b)
Il est important de noter que les demandes visait le gouvernement de l'Union indienne plutôt que le gouvernement sri lankais, car les Tigres Tamouls croyaient que les indiens pouvaient forcer les sri lankais à se conformer. Les LTTE ont donné 24 heures aux indiens pour répondre, mais aucune réponse, ni même d'accusé de réception n'a été reçu.
Le 15 septembre 1987 déterminée à faire en sorte que le gouvernement Indiens satisfassent aux 5 demandes, Thileepan entama une grève de la faim devant le temple Nallur Kandasamy. Il a prononcé des discours qui ont été diffusés sur Nidharshanam, la station de télévision des LTTE. De nombreux habitants de la péninsule de Jaffna sont venus observer et participer à la grève de la faim.
Le 22 septembre 1987, le haut commissaire indien J.N. Dixit était arrivé à l'aéroport de Palaly et a été accueilli par le chef suprême des Tigres Tamouls V.Prabaharan qui voulait que Dixit aille voire Thileepan. Dixit voulait une garantie écrite que Thileepan mettrait fin à sa grève de la faim si Dixit le rencontrait, mais V.Prabaharan n'a pas pu donner cette garantie. 
À la suite de la détérioration de son état de santé Thileepan a cessé de faire des discours. Après un refus de manger et de boire pendant 12 jours, le révolutionnaire Tamoul est mort le 26 septembre 1987,,. 
À la suite de son sacrifice des funérailles de martyr ont été organisées à Jaffna, le corps de Thileepan a été remis à la faculté de médecine de l'université de Jaffna. Sa mort a entrainé de grande manifestations anti-gouvernementales et anti-indiennes dans le nord du Tamil Eelam actuellement intégrés au Sri Lanka,.
Une statue de Thileepan a été construite derrière le temple Nallur Kandaswamy en 1988. Après que les militaires sri-lankais aient repris la région de Valikamam en 1996, ils ont détruit la statue. La statue a été reconstruite en 2003 pendant l'accord de cessez-le-feu conclu sous médiation norvégienne. Après la reprise de la guerre, la photographie de Thileepan et les lampes décoratives de la statue ont été endommagées par l'armée le 26 octobre 2006. La statue de Thileepan a été attaquée et détruite par des hommes armés le 18 novembre 2007. Les restes du mémorial de Thileepan, le pilier, ont été détruits par l'armée le 21 mars 2010,.

## Hommage
Vijitha Herath, parlementaire sri-lankais du National People's Power (NPP), parti dirigé par le JVP, a cité des paroles du lieutenant-colonel Thileepan des LTTE, lors d'un débat sur les amendements à la loi sur la prévention du terrorisme (PTA) dans le contexte de la crise au Sri Lanka.
S'exprimant au parlement, Herath aurait déclaré,
"Nous nous souvenons que dans le passé, un jeune de la province du Nord nommé Thileepan a fait un jeûne jusqu'à la mort, nous disant que la PTA finira par opprimer non seulement ceux du Nord, mais aussi ceux du Sud. Il a dit que ce jour-là, nous comprendrons."
"Son sacrifice nous a dit que la loi finira par être utilisée contre les Tamouls, les musulmans et les Cinghalais."
Son sacrifice fait l'objet de nombreuses commémoration chez le peuple Tamoul à travers le monde,,, toujours sous très grande surveillance policière au Tamil Eelam qui est actuellement intégré au Sri Lanka.
Au mois de septembre 2020 les musulmans de l'île ont rejoint à Colombo les Tamouls qui protestait par la grève à l'interdiction mis en place par l'Etat Sri Lankais de commémorer le sacrifice de Thileepan Anna.